# 昝云龙
昝云龙（1934年9月—），男，汉族，四川乐山人，中华人民共和国核电工程师、政治人物，曾任广东省政协副主席，第九届全国政协委员。